# Македония (хотел)
Вижте пояснителната страница за други значения на Македония.
„Македония“ е бивш известен хотел с кафене, намирал се на улица „Търговска“ и площад „Бански“ в София.
Сградата е унищожена при англо-американските бомбардировки през Втората световна война. В близост до хотела се е намирала книжарница „Македония“, прилепена до сградата на Тодор Балабанов.
Кафенето е поддържано от Спиро Холиолчев. Било е средище на видни македонски дейци от Вътрешната македоно-одринска революционна организация. В съседство до кафенето се е намирало Арменското кафене на Чауша.